# Gatunek azotolubny

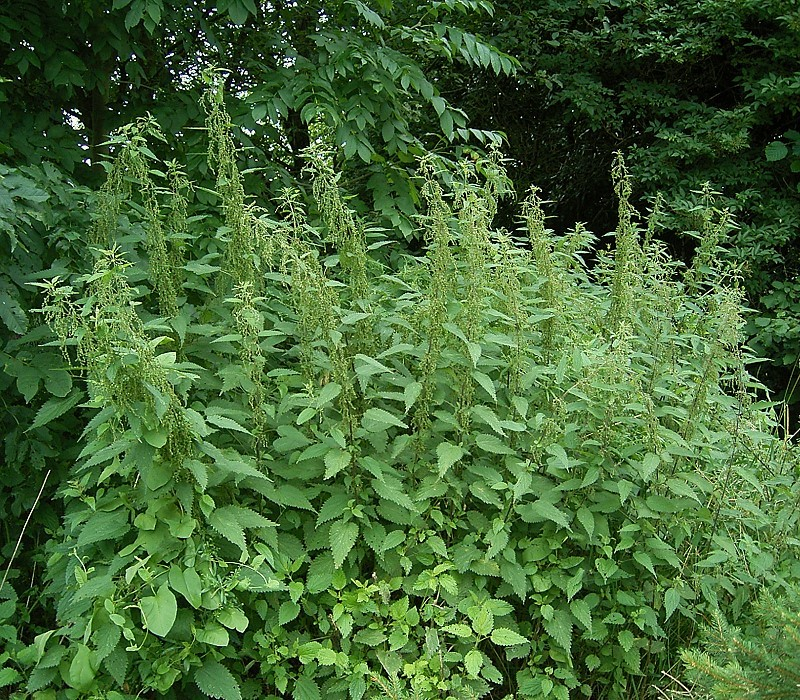
Pokrzywa zwyczajna – roślina wybitnie azotolubna

Gatunek nitrofilny, gatunek azotolubny, gatunek saletrowy, nitrofil, nitrofit – gatunek, który do swojego prawidłowego rozwoju wymaga podłoża bogatego w związki azotu.   
Rośliny azotolubne szczególnie często spotyka się w środowiskach ruderalnych, takich jak wysypiska śmieci, rowy i tereny obficie zasilane gnojowicą i ściekami komunalnymi. Dzięki wysokiej zawartości związków azotu znajdują tam optymalne warunki rozwoju. Ze względu na powszechną eutrofizację siedlisk będącą wynikiem działalności człowieka, rośliny nitrofilne należą do silnie ekspansywnych, występujących coraz liczniej. Gatunki roślin nitrofilnych mogą być roślinami wskaźnikowymi gleb bogatych w azot.
Typowymi przedstawicielami tej grupy roślin, przywiązanymi do siedlisk bardzo bogatych w azot są np.: gatunki z rodzaju pokrzywa (żegawka i zwyczajna), łoboda, szarłat i wiele gatunków z rodziny selerowatych, starzec zwyczajny, szczyr roczny, rzepicha leśna, lulek czarny, mierznica czarna i przedstawiciele rodzaju łopian. 
Nieco tylko mniejsze wymagania w zakresie gleb zasobnych w azot mają takie gatunki jak: wiechlina roczna, chwastnica jednostronna, rdest plamisty, gwiazdnica pospolita.
Wyróżnia się także gatunki preferujące siedliska ubogie w związki azotu i obojętne względem zawartości azotu w glebie. Do pierwszej grupy należą m.in.: koniczyna polna, mokrzycznik baldaszkowy, lucerna sierpowata i cieciorka pstra. Do gatunków obojętnych w stosunku do azotu w glebie należą: perz właściwy, powój polny, skrzyp polny, mniszek pospolity i jaskier rozłogowy. 
Gatunki azotolubne często występują na obszarach zaludnionych i rolniczych o dużym stopniu eutrofizacji. Tak np. za przyczynę powrotu w XX wieku porostu o nazwie złotorost ścienny (Xanthoria parietina) do lokalnej flory porostów w prowincji Ontario w południowej Kanadzie uważa się odkładanie się w glebie i roślinach azotanów wskutek rozwoju przemysłu i rolnictwa.